# Končulj
Končulj (cyr. Кончуљ) – wieś w Serbii, w okręgu pczyńskim, w gminie Bujanovac. W 2002 roku liczyła 1306 mieszkańców.